# Монтажник (Київ)
Монта́жник — історична місцевість Києва, селище у Солом'янському районі. Розташоване на західних схилах Байкової гори вздовж вулиці Монтажників та прилеглих до неї вулиць.
Прилягає до місцевостей Божків яр, Забайків'я, Олександрівська слобідка.

## Історія

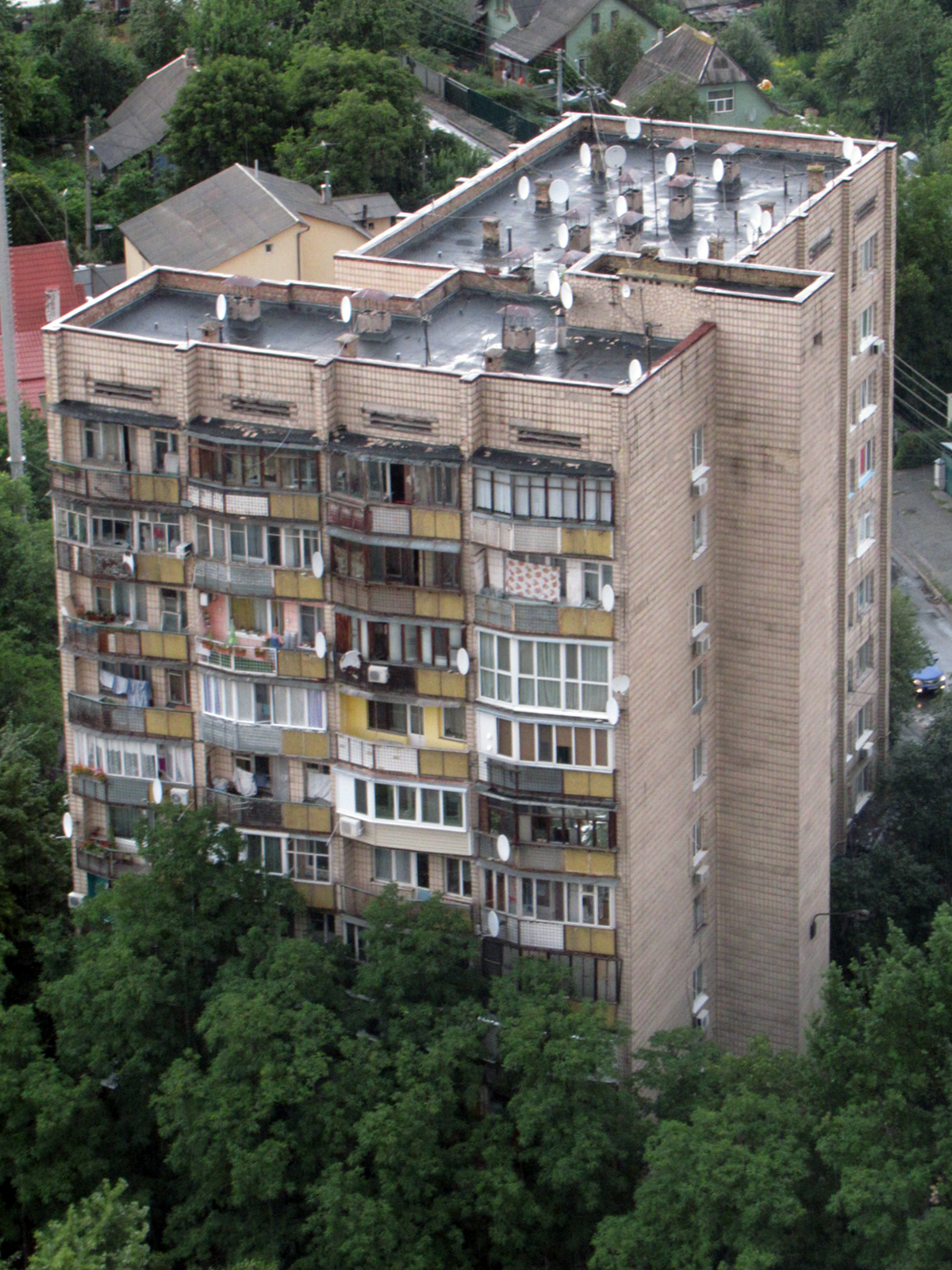
вул. Монтажників, 1 – єдиний 9-поверховий будинок в районі, 1976 р., проєкт 1-318-35/66

Селище було розплановане та забудоване починаючи з 1949 року і протягом 1950-х років (проєкт селища — С. Андрієвський) на незабудованій території між Забайків'ям та Олександрівською слобідкою. Основна забудова — одноповерхова садибна (частина будинків — двосімейні котеджного типу) із вкрапленням 2-3-поверхових багатоквартирних будинків. Налічує близько 10 вулиць (основна — вулиця Монтажників, вулиці Медвинська, Куп'янська, Лисичанська та ін.).